# Un Natale di cuore
Un Natale di cuore (Kindhearted Christmas) è un film del 2021 diretto da Alysse Leite-Rogers.
Pellicola a tematica natalizia con protagonista Jennie Garth.

## Trama
Jamie è una giovane vedova che si occupa di organizzare gite turistiche nel paese in cui vive.
Per cercare di dare alla nipote novella sposina un Natale diverso, decide di occuparsi di alcune opere benefiche in segreto. Le buone azioni di Jamie colgono la curiosità di un reporter locale: Scott Morris.